# Billy Forbes
Billy Forbes (Providenciales, 13 dicembre 1990) è un calciatore britannico, attaccante del SWA Sharks e della nazionale di Turks e Caicos, di cui è capitano e primatista di presenze e reti.

## Statistiche
| Cronologia completa delle presenze e delle reti in nazionale ― Turks e Caicos | Cronologia completa delle presenze e delle reti in nazionale ― Turks e Caicos | Cronologia completa delle presenze e delle reti in nazionale ― Turks e Caicos | Cronologia completa delle presenze e delle reti in nazionale ― Turks e Caicos | Cronologia completa delle presenze e delle reti in nazionale ― Turks e Caicos | Cronologia completa delle presenze e delle reti in nazionale ― Turks e Caicos | Cronologia completa delle presenze e delle reti in nazionale ― Turks e Caicos | Cronologia completa delle presenze e delle reti in nazionale ― Turks e Caicos |
| Data                                                                          | Città                                                                         | In casa                                                                       | Risultato                                                                     | Ospiti                                                                        | Competizione                                                                  | Reti                                                                          | Note                                                                          |
| ----------------------------------------------------------------------------- | ----------------------------------------------------------------------------- | ----------------------------------------------------------------------------- | ----------------------------------------------------------------------------- | ----------------------------------------------------------------------------- | ----------------------------------------------------------------------------- | ----------------------------------------------------------------------------- | ----------------------------------------------------------------------------- |
| 7-2-2008                                                                      | Providenciales                                                                | Turks e Caicos                                                                | 2 – 1                                                                         | Saint Lucia                                                                   | Qual. Mondiali 2010                                                           | -                                                                             |                                                                               |
| 26-3-2008                                                                     | Vieux Fort                                                                    | Saint Lucia                                                                   | 2 – 0                                                                         | Turks e Caicos                                                                | Qual. Mondiali 2010                                                           | -                                                                             |                                                                               |
| 2-7-2011                                                                      | Providenciales                                                                | Turks e Caicos                                                                | 0 – 4                                                                         | Bahamas                                                                       | Qual. Mondiali 2014                                                           | -                                                                             |                                                                               |
| 9-7-2011                                                                      | Nassau                                                                        | Bahamas                                                                       | 6 – 0                                                                         | Turks e Caicos                                                                | Qual. Mondiali 2014                                                           | -                                                                             |                                                                               |
| 24-3-2015                                                                     | Basseterre                                                                    | Saint Kitts e Nevis                                                           | 6 – 2                                                                         | Turks e Caicos                                                                | Qual. Mondiali 2018                                                           | 1                                                                             |                                                                               |
| 27-3-2015                                                                     | Providenciales                                                                | Turks e Caicos                                                                | 2 – 6                                                                         | Saint Kitts e Nevis                                                           | Qual. Mondiali 2018                                                           | -                                                                             |                                                                               |
| 23-3-2018                                                                     | Santo Domingo                                                                 | Rep. Dominicana                                                               | 4 – 0                                                                         | Turks e Caicos                                                                | Amichevole                                                                    | -                                                                             | 81’                                                                           |
| 13-10-2018                                                                    | Providenciales                                                                | Turks e Caicos                                                                | 0 – 8                                                                         | Guyana                                                                        | Qual. CONCACAF Nations League 2019-2020                                       | -                                                                             |                                                                               |
| 18-11-2018                                                                    | Providenciales                                                                | Turks e Caicos                                                                | 3 – 2                                                                         | Saint Vincent e Grenadine                                                     | Qual. CONCACAF Nations League 2019-2020                                       | 2                                                                             |                                                                               |
| 21-3-2019                                                                     | The Valley                                                                    | Isole Vergini Britanniche                                                     | 2 – 2                                                                         | Turks e Caicos                                                                | Qual. CONCACAF Nations League 2019-2020                                       | 1                                                                             |                                                                               |
| 10-9-2019                                                                     | Providenciales                                                                | Turks e Caicos                                                                | 0 – 3                                                                         | Guadalupa                                                                     | CONCACAF Nations League 2019-2020 - 1º turno                                  | -                                                                             |                                                                               |
| 11-10-2019                                                                    | Willemstad                                                                    | Sint Maarten                                                                  | 2 – 5                                                                         | Turks e Caicos                                                                | CONCACAF Nations League 2019-2020 - 1º turno                                  | 3                                                                             |                                                                               |
| 14-11-2019                                                                    | Providenciales                                                                | Turks e Caicos                                                                | 3 – 2                                                                         | Sint Maarten                                                                  | CONCACAF Nations League 2019-2020 - 1º turno                                  | 1                                                                             |                                                                               |
| 27-3-2021                                                                     | San Cristóbal                                                                 | Turks e Caicos                                                                | 0 – 7                                                                         | Nicaragua                                                                     | Qual. Mondiali 2018                                                           | -                                                                             | Cap.                                                                          |
| 30-3-2021                                                                     | San Cristóbal                                                                 | Belize                                                                        | 5 – 0                                                                         | Turks e Caicos                                                                | Qual. Mondiali 2018                                                           | -                                                                             | Cap.                                                                          |
| 5-6-2021                                                                      | Providenciales                                                                | Turks e Caicos                                                                | 0 – 10                                                                        | Haiti                                                                         | Qual. Mondiali 2018                                                           | -                                                                             | Cap.                                                                          |
| 13-5-2022                                                                     | Nassau                                                                        | Bahamas                                                                       | 4 – 2                                                                         | Turks e Caicos                                                                | Amichevole                                                                    | -                                                                             |                                                                               |
| 14-5-2022                                                                     | Nassau                                                                        | Bahamas                                                                       | 1 – 2                                                                         | Turks e Caicos                                                                | Amichevole                                                                    | -                                                                             |                                                                               |
| 3-6-2022                                                                      | Providenciales                                                                | Turks e Caicos                                                                | 1 – 4                                                                         | Bonaire                                                                       | CONCACAF Nations League 2022-2023 - 1º turno                                  | -                                                                             | 45’                                                                           |
| 6-6-2022                                                                      | Frederiksted                                                                  | Isole Vergini Americane                                                       | 3 – 2                                                                         | Turks e Caicos                                                                | CONCACAF Nations League 2022-2023 - 1º turno                                  | -                                                                             | Cap.                                                                          |
| 12-6-2022                                                                     | Willemstad                                                                    | Sint Maarten                                                                  | 8 – 2                                                                         | Turks e Caicos                                                                | CONCACAF Nations League 2022-2023 - 1º turno                                  | 2                                                                             | Cap. 75’                                                                      |
| 14-6-2022                                                                     | Providenciales                                                                | Turks e Caicos                                                                | 2 – 0                                                                         | Sint Maarten                                                                  | CONCACAF Nations League 2022-2023 - 1º turno                                  | -                                                                             | Cap. 90’                                                                      |
| 25-3-2023                                                                     | Providenciales                                                                | Turks e Caicos                                                                | 1 – 0                                                                         | Isole Vergini Americane                                                       | CONCACAF Nations League 2022-2023 - 1º turno                                  | -                                                                             | Cap. 86’                                                                      |
| 29-3-2023                                                                     | Rincon                                                                        | Bonaire                                                                       | 1 – 2                                                                         | Turks e Caicos                                                                | CONCACAF Nations League 2022-2023 - 1º turno                                  | 2                                                                             | 90’                                                                           |
| 9-9-2023                                                                      | Tortola                                                                       | Isole Vergini Britanniche                                                     | 3 – 1                                                                         | Turks e Caicos                                                                | CONCACAF Nations League 2023-2024 - Fase a gironi                             | 1                                                                             | Cap.                                                                          |
| 12-9-2023                                                                     | Providenciales                                                                | Turks e Caicos                                                                | 0 – 3                                                                         | Dominica                                                                      | CONCACAF Nations League 2023-2024 - Fase a gironi                             | -                                                                             | Cap.                                                                          |
| 16-10-2023                                                                    | Providenciales                                                                | Turks e Caicos                                                                | 2 – 2                                                                         | Isole Vergini Britanniche                                                     | CONCACAF Nations League 2023-2024 - Fase a gironi                             | 2                                                                             | Cap. 76’                                                                      |
| 20-11-2023                                                                    | Tortola                                                                       | Dominica                                                                      | 2 – 0                                                                         | Turks e Caicos                                                                | CONCACAF Nations League 2023-2024 - Fase a gironi                             | -                                                                             | Cap.                                                                          |
| 22-3-2024                                                                     | The Valley                                                                    | Anguilla                                                                      | 0 – 0                                                                         | Turks e Caicos                                                                | Qual. Mondiali 2026                                                           | -                                                                             | Cap.                                                                          |
| 26-3-2024                                                                     | Providenciales                                                                | Turks e Caicos                                                                | 1 – 1 dts (3 – 4 dtr)                                                         | Anguilla                                                                      | Qual. Mondiali 2026                                                           | 1                                                                             | Cap.                                                                          |
| Totale                                                                        |                                                                               | Presenze                                                                      | 30                                                                            |                                                                               | Reti                                                                          | 16                                                                            |                                                                               |

## Palmarès

### Club

#### Competizioni nazionali
- North American Soccer League: 1

San Antonio Scorpions: 2014